# Медаль «За отличие в военной службе» (Минобороны)
Меда́ль «За отли́чие в вое́нной слу́жбе» — ведомственная медаль Министерства обороны Российской Федерации, учреждённая приказом Министра обороны Российской Федерации № 123 от 27 марта 1995 года. Повторно медаль учреждена приказом Министра обороны Российской Федерации № 85 от 5 марта 2009 года. Этим же приказом был признан утратившим силу приказ Министра обороны Российской Федерации 1995 года № 123.

## Правила награждения
Согласно Положению 2009 года медалью «За отличие в военной службе» награждаются военнослужащие Вооружённых Сил Российской Федерации за разумную инициативу, усердие и отличие по службе (в Положении 1995 года — за добросовестную службу и имеющие соответствующую выслугу лет в календарном исчислении).
Медаль имеет три степени:
- I степень — для награждения военнослужащих по достижении общей продолжительности военной службы 20 лет в календарном исчислении;
- II степень — для награждения военнослужащих по достижении общей продолжительности военной службы 15 лет в календарном исчислении;
- III степень — для награждения военнослужащих по достижении общей продолжительности военной службы 10 лет в календарном исчислении.

Высшей степенью медали является I степень. Награждение медалью производится последовательно от низшей степени к высшей. Награждение медалью более высокой степени не допускается без получения награждаемым медали предыдущей степени.

## Правила ношения
Согласно Положению 1995 года медаль носилась на левой стороне груди и располагалась перед медалями «За безупречную службу» в Вооружённых Силах СССР. При этом было предусмотрено, что при наличии у награжденного медалей двух и более степеней медали (ленты медалей) низших степеней не носятся.
В Положении 2009 года правила ношения медали не оговариваются. 
Порядок ношения установлен Приказом Министра обороны РФ от 09.10.2020 N 525 «Об утверждении Правил ношения военной формы одежды, знаков различия военнослужащих, ведомственных знаков отличия и иных геральдических знаков в Вооруженных Силах Российской Федерации и Порядка смешения предметов существующей и новой военной формы одежды в Вооруженных Силах Российской Федерации».

## Описание и семантика

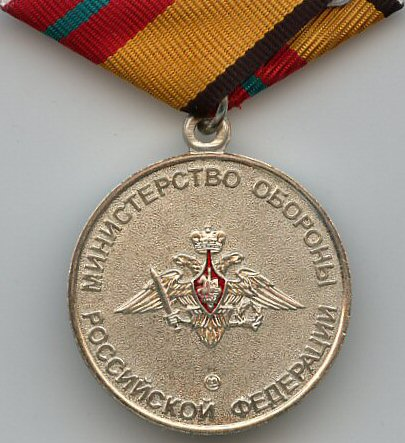
Реверс медали I степени

Согласно Положению 2009 года медаль I степени изготавливается из металла серебристого цвета, II степени — из металла золотистого цвета, III степени — из металла бронзового цвета (В Положении 1995 года оговаривалось, что медаль I степени изготавливается из нейзильбера, II степени — из латуни, III степени — из латуни (томпака), покрытой эмалью); имеет форму круга диаметром 32 мм с выпуклым бортиком с обеих сторон.
Лицевая сторона медалей образца 2009 и 1995 годов одинакова: в центре — рельефное изображение щита на фоне двух диагонально перекрещенных мечей, крыльев и якоря, обвитого канатом; в центре щита помещена римская цифра, обозначающая степень медали, — I, II или III; в нижней части — по кругу рельефная надпись: «ЗА ОТЛИЧИЕ В ВОЕННОЙ СЛУЖБЕ».
На оборотной стороне медали образца 2009 года в центре — рельефное изображение эмблемы Вооружённых Сил; по кругу — рельефная надпись: в верхней части — «МИНИСТЕРСТВО ОБОРОНЫ», в нижней части — «РОССИЙСКОЙ ФЕДЕРАЦИИ». На оборотной стороне медали образца 1995 года в центре — рельефная надпись в три строки: «МИНИСТЕРСТВО ОБОРОНЫ РОССИЙСКОЙ ФЕДЕРАЦИИ»; в верхней части — рельефное изображение развевающейся ленты; в нижней части — рельефное изображение лавровых ветвей.
Медаль при помощи ушка и кольца соединяется с пятиугольной колодкой, обтянутой шёлковой муаровой лентой шириной 24 мм. С правого края ленты оранжевая полоса шириной 10 мм окаймлена чёрной полосой шириной 2 мм, с левого — красная полоса шириной 12 мм, посередине которой зелёные полосы шириной 2 мм: для медали I степени — одна полоса, II степени — две полосы, III степени — три полосы; расстояние между зелёными полосами — 1 мм Лента медали образца 1995 года была красной шириной 24 мм с жёлтыми полосами по краям; посередине ленты зелёные полосы: для медали I степени — одна полоса, II степени — две полосы, III степени — три полосы; ширина полос — 2 мм, расстояние между зелёными полосами — 2 мм.
Элементы медали «За отличие в военной службе» символизируют:
- щит (символ защиты Отечества), меч (символ вооружённой борьбы и элемент военных геральдических знаков Сухопутных войск), крылья и якорь (элементы военных геральдических знаков Военно-воздушных сил и Военно-Морского Флота) — готовность к защите Отечества;
- оранжевая полоса лент медалей, окаймлённая чёрной полосой, — принадлежность медалей к системе знаков отличия Вооружённых Сил;
- красная и зелёная полосы ленты медали — предназначение медали для награждения военнослужащих за безупречную службу.

| Медаль «За отличие в военной службе» образца 1995 года | Медаль «За отличие в военной службе» образца 1995 года | Медаль «За отличие в военной службе» образца 1995 года | Медаль «За отличие в военной службе» образца 1995 года |
| ------------------------------------------------------ | ------------------------------------------------------ | ------------------------------------------------------ | ------------------------------------------------------ |
|                                                        |                                                        |                                                        |                                                        |
|                                                        |                                                        |                                                        |                                                        |
| I степени                                              | II степени                                             | III степени                                            | Реверс медали I степени                                |

## Дополнительные поощрения награждённым
Согласно Федеральному закону РФ «О ветеранах» и принятых в его развитие подзаконных актах награждение медалью «За отличие в военной службе» при наличии соответствующего трудового стажа или выслуги лет даёт право присвоения награждённому звания «ветеран труда».